# Monika Grzegowska
Monika Grzegowska (ur. 1969) – polska tenisistka.
Zawodniczka SKT Sopot. Występowała w jego kadrze, reprezentując klub w drużynowych mistrzostwach Polski. Zespół zdobył drużynowe mistrzostwo Polski w 1985 roku oraz wicemistrzostwo Polski w 1984 roku. W rozgrywkach razem z sopockim klubem grała też w latach 1986 (IV miejsce) i 1987 (VI miejsce).
W 1982 roku zajmowała 9. pozycję na krajowej liście klasyfikacyjnej młodziczek, a rok później była na 3. pozycji. W halowych mistrzostwach Polski juniorów zajęła w 1984 roku trzecie miejsce w konkurencji gry podwójnej.